# Nettastomatidae

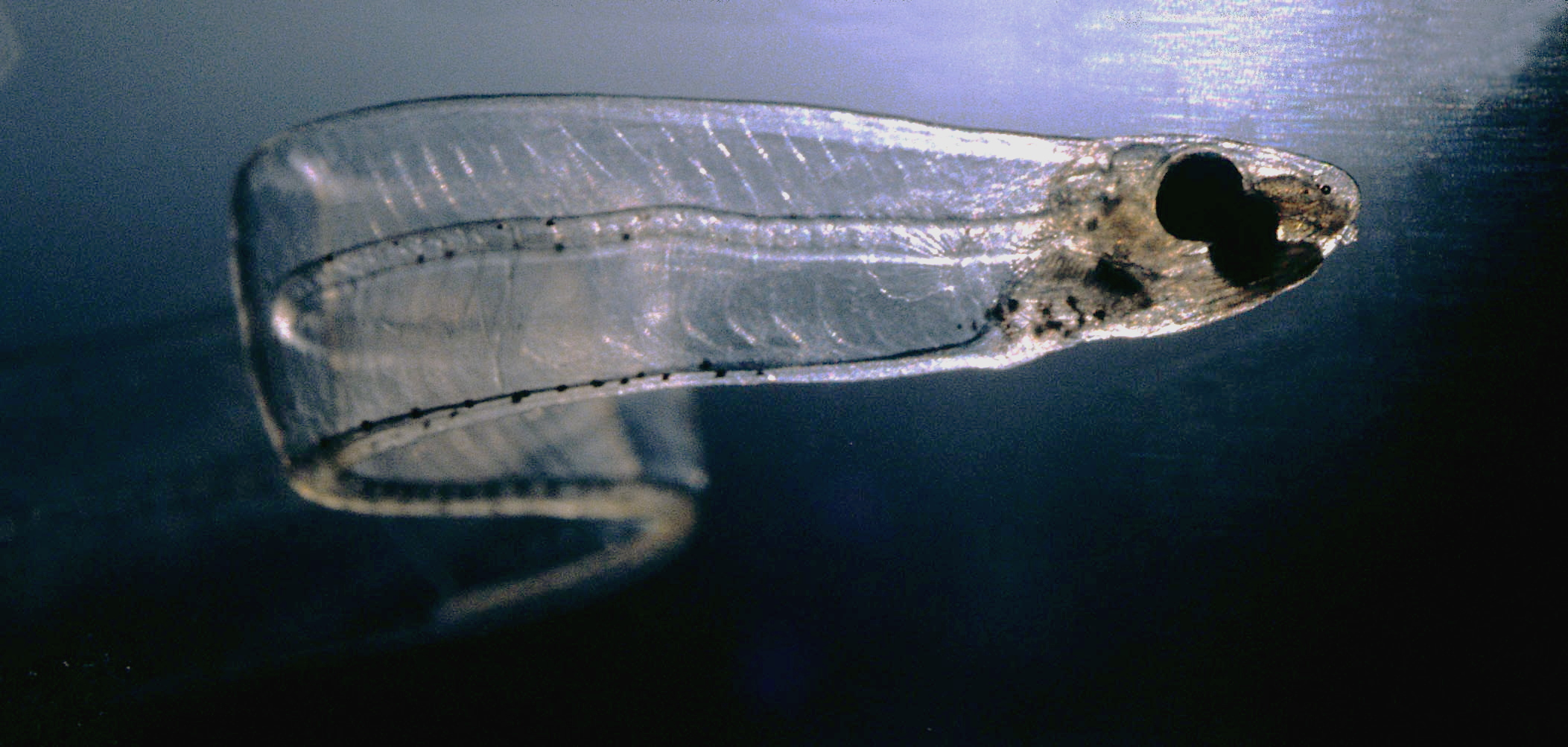
Leptocephalus

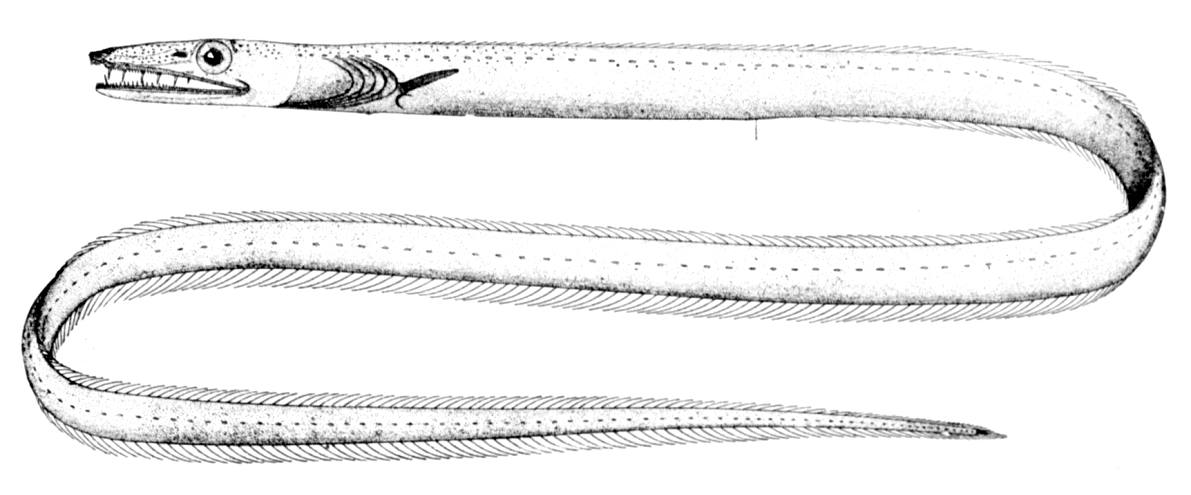
Serpentina albatros (Hoplunnis diomediana).

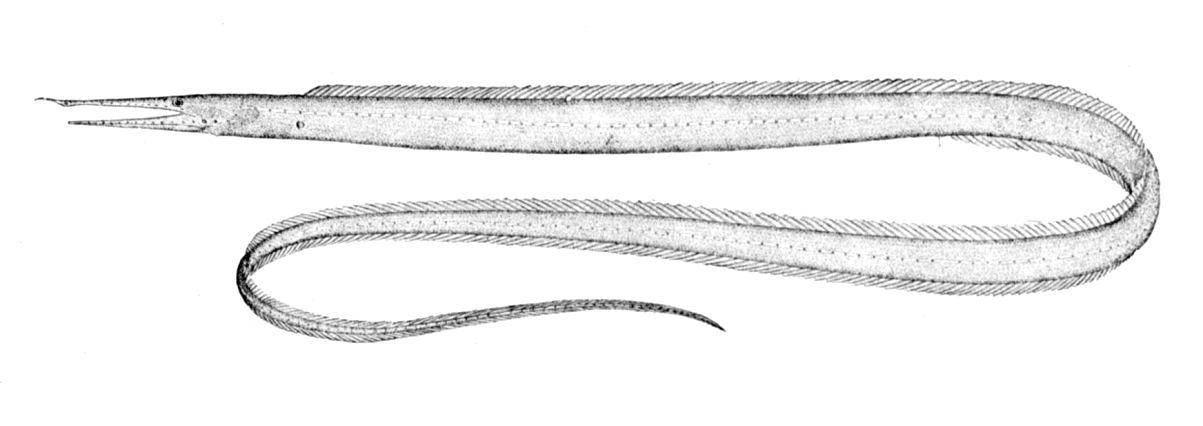
Venefica procera

Los netastomátidos (Nettastomatidae) son una familia de peces teleósteos del orden Anguilliformes conocidos vulgarmente como serpentinas, distribuidos por aguas templadas y tropicales de los océanos Atlántico, Índico y Pacífico. Su nombre procede del griego: netta, nessa (pato) + stoma (boca).
Aparecen por primera vez en el registro fósil en el Eoceno medio, durante el Terciario inferior.
Tienen la cabeza y el hocico alargados y estrechos, con una boca grande; cola en progresiva disminución; adultos normalmente sin aleta pectoral (presente sólo en Hoplunnis); longitud máxima descrita de alrededor de 100 cm.

## Géneros y especies
Existen 42 especies agrupadas en 7 géneros:
- Género Facciolella (Whitley, 1938)
  - Facciolella castlei (Parin y Karmovskaya, 1985)
  - Facciolella equatorialis (Gilbert, 1891) - Serpentina bruja o anguila bruja.
  - Facciolella gilbertii (Garman, 1899)
  - Facciolella karreri (Klausewitz, 1995)
  - Facciolella oxyrhyncha (Bellotti, 1883)
  - Facciolella saurencheloides (D'Ancona, 1928)

- Género Hoplunnis (Kaup, 1860)
  - Hoplunnis diomediana (Goode y Bean, 1896) - Serpentina albatros.
  - Hoplunnis macrura (Ginsburg, 1951) - Serpentina cola-grande.
  - Hoplunnis megista (Smith y Kanazawa, 1989)
  - Hoplunnis pacifica (Lane y Stewart, 1968) - Anguila de plata, congrio culebra o serpentina plateada.
  - Hoplunnis punctata (Regan, 1915)
  - Hoplunnis schmidti (Kaup, 1860)
  - Hoplunnis sicarius (Garman, 1899)
  - Hoplunnis similis (Smith, 1989)
  - Hoplunnis tenuis (Ginsburg, 1951) - Serpentina dientona o congrio colilargo.

- Género Leptocephalus (Basilewsky, 1855)
  - Leptocephalus bellottii (D'Ancona, 1928)

- Género Nettastoma (Rafinesque, 1810)
  - Nettastoma falcinaris (Parin y Karmovskaya, 1985)
  - Nettastoma melanurum (Rafinesque, 1810) - Pico de pato.
  - Nettastoma parviceps (Günther, 1877)
  - Nettastoma solitarium (Castle y Smith, 1981)
  - Nettastoma syntresis (Smith y Böhlke, 1981)

- Género Nettenchelys (Alcock, 1898)
  - Nettenchelys dionisi (Brito, 1989)
  - Nettenchelys erroriensis (Karmovskaya, 1994)
  - Nettenchelys exoria (Böhlke y Smith, 1981)
  - Nettenchelys gephyra (Castle y Smith, 1981)
  - Nettenchelys inion (Smith y Böhlke, 1981)
  - Nettenchelys paxtoni (Karmovskaya, 1999)
  - Nettenchelys pygmaea (Smith y Böhlke, 1981) - Serpentina enana.
  - Nettenchelys taylori (Alcock, 1898)

- Género Saurenchelys (Peters, 1864)
  - Saurenchelys cancrivora (Peters, 1864)
  - Saurenchelys cognita (Smith, 1989) - Serpentina noble.
  - Saurenchelys fierasfer (Jordan y Snyder, 1901)
  - Saurenchelys finitimus (Whitley, 1935)
  - Saurenchelys lateromaculatus (D'Ancona, 1928)
  - Saurenchelys meteori (Klausewitz y Zajonz, 2000)
  - Saurenchelys stylura (Lea, 1913)
  - Saurenchelys taiwanensis (Karmovskaya, 2004)

- Género Venefica (Jordan y Davis, 1891)
  - Venefica multiporosa (Karrer, 1982)
  - Venefica ocella (Garman, 1899)
  - Venefica proboscidea (Vaillant, 1888)
  - Venefica procera (Goode y Bean, 1883)
  - Venefica tentaculata (Garman, 1899)